# 納金スト
納金スト（のうきんスト）とはストライキの一種で、特に公共料金などの集金人が行う戦術である。
集金人がサービス利用者から集めたお金を直接経営者側に支払わず、労働組合側の口座などに留め置いた上で「自分たちの労働条件が向上されない限り、集金したお金は労働組合の口座に入ったままで会社には納金しない」というメッセージを会社側に送るやり方である。数ある労働闘争の中でも生産管理闘争の中に分類され「一時保管戦術」とも呼ばれる。使用者の財産権侵害という意味において、その正当性には問題がある。

## 事件
労働者側が業務上横領の罪で起訴され、違法性を問われた事件として、関西配電湊川事件（最高裁判所第二小法廷昭和33年9月19日判決、刑集12巻13号3047頁）、電産熊野分会事件（最高裁判所昭和33年9月19日第二小法廷判決、刑集12巻13号3127頁）がある。これらの案件は最終的に最高裁判所にまで縺れ込んだが、労働組合員側の無罪で幕を閉じた。

### 電産熊野分会事件
電産とは「日本電気産業労働組合」の略称。電力会社の労働組合。
熊野分会の労働組合員が集金した電気料金を労働組合の口座に入金し、会社に対し「労働条件が向上しない限り（要求を呑まない限り）集金した金銭は会社側の銀行口座には入金しない」と通告した事件である。最終的に組合員側の無罪が確定した。その理由として「会社側（検察）が主張する刑法第253条の横領罪業務上横領の罪の構成要件として『不法領得の意思が有ること（この場合に則して詳しく説明すると、不法とは他者の権利を侵害することである。よってこの場合、会社の財産権を侵害するまでもして利益を得たり何かを入手する意思があること、となる）』という判断が下され、組合員側（組合側）は集金した金銭を組合正式の口座に入金し且つ払い込んだ証明書を会社に正当な手段で提示し、不法な手段に供することはないと明示しているため犯罪として成立しない」としている。

## 結果
このような争議の結果、当事者である電力会社を始めとして多くのインフラ系企業が、その利用料金の徴収を自社の集金人の訪問によらない方法へと切り替え始めた。所謂自動口座振替制度の登場である。丁度翌年の1959年に三和銀行がIBM_650を導入したことを皮切りに、金融業のコンピューター化・オンライン化を進めたことがこれを後押しした。1980年代には、日本においてはほぼ全国に展開した。しかしその途上で、地方のインフラ系企業では特定の銀行に口座を持っていないと利用できないなどの弊害も生じた。しかし1990年になってMICSが展開する頃には、少なくとも都市銀行と第一地銀の各社相互間で乗り入れできるようになっており、現在はほぼ解決されている。
それでも自己破産などを理由に口座が管理下に置かれてしまった・新規開設も難しいなどの理由で依然、集金人に頼った徴収も行われていた。しかし1987年にセブンイレブンを皮切りにしたコンビニエンスストアによる収納代行サービスが開始されると、利用者の方も集金人と時間合わせをすることなく気軽に入金できるようになることから、集金人に頼った徴収方式はNHKを除いてほぼ廃止されてしまった。
このように法律的にも勝利し成功をおさめたかに見えた納金ストだが、結果として雇用側に集金人を廃止し人員を整理するという方向に向かわせてしまい、長期的には労働者側の不利となる要素を作ってしまう結果になった。